# Xysticus lucifugus
Xysticus lucifugus is een spinnensoort uit de familie van de krabspinnen (Thomisidae).
De wetenschappelijke naam van de soort werd in 1937 gepubliceerd door R.F. Lawrence.